# Прюїтт-Айгоу
38°38′32″ пн. ш. 90°12′34″ зх. д. / 38.642288888889° пн. ш. 90.209430555556° зх. д.
Прюїтт–Айгоу (англ. Pruitt–Igoe) — великий міський комплекс соціального житла в американському місті Сент-Луїс, штат Міссурі, вперше заселений в 1954 році. Умови життя в Прюїтт–Айгоу почали погіршуватися незабаром після завершення будівництва в 1956 році. У кінці 1960-х років комплекс став всесвітньо відомим своєю бідністю, злочинністю та расовою сегрегацією. Його 33 будівлі на площі в 23 гектари були зруйновані за допомогою вибухівки в середині 1970-х років і проєкт став символом провалу реконструкції міст і державно-політичного планування.
Комплекс був спроєктований архітектором Мінору Ямасакі, який також проєктував вежі Всесвітнього торгового центру і головного терміналу Міжнародного аеропорту Ламберт-Сент-Луїс.

## Історія
Протягом 40-50-х років ХХ сторіччя місто Сент-Луїс було переповнене, з житловими умовами, які в деяких районах нагадували «щось із роману Чарльза Діккенса». Нового житла стало бракувати в період між 1920 і 1940-ми роками, понад 85 тис. сімей жили в садибах XIX століття. Офіційне опитування у 1947 році виявило, що 33 тис.  будинків мали спільні туалети. Середній клас, переважно білі мешканці, залишали місто і їх колишні помешкання стали займати малозабезпечені сім'ї. Чорні (Північні) і Білі (Південні) нетрі старого міста були розділені і розширялися, погрожуючи поглинути центр. Щоб убезпечити нерухомість в центрі від втрати в ціні, міська влада погодилася на переробку «спального району» навколо центрального ділового району. Через те, що там був жахливий занепад, сусідство елітного житла ніколи серйозно не розглядалося.

В 1947 році, проєктувальники Сент-Луїса запропонували замінити Десото-Карр, зубожілий район, на нові дво- і триповерхові житлові будинки і громадський парк. План не був втілений, замість цього, мер від демократичної партії Джозеф Дарст, обраний в 1949 році, і республіканські лідери штату висловилися за розчищення нетрів і їх заміну на висотні будинки, з високою щільністю населення. Вони вважали, що нові проєкти допоможуть місту збільшенням доходів, новими парками, дитячими майданчиками та торговими площами. Дарст заявив в 1951 р.:
Ми повинні відновити, відкрити і очистити серця наших міст. Той факт, що нетрі були створені з усім внутрішнім злом — було виною всіх. Зараз це обов'язок кожного, щоб відшкодувати збиток.
У 1948 році, виборці відкинули пропозицію про створення муніципальної позики для фінансування змін, але незабаром ситуація змінилася з Законом про житло 1949 року і законів штату Міссурі, що забезпечували спільне фінансування громадських проєктів будівництва житла. Підхід Дарста до реконструкції міст поділяли адміністрація Гаррі С. Трумена і колеги-мери інших міст, перевантажених промисловими робітниками, найнятими під час війни. Зокрема, Бюро з Оформлення Землі Сент-Луїса і органи перепланування були уповноважені купувати і зносити нетрі спальних районів, а потім продавати землю за заниженими цінами приватним забудовникам, зміцнюючи повернення середнього класу і зростання бізнесу. Інше агентство, Житловий Устрій Сент-Луїса, мало розчищати землю для будівництва державного житла для колишніх мешканців нетрів.
До 1950, Сент-Луїс отримав федеральні зобов'язання відповідно до Закону про Житло 1949 року для фінансування 5800 одиниць державного житла. Перше велике державне житло в Сент-Луїсі, Кокрейн Гарденс, було побудоване в 1953 році і призначене для малозабезпечених «білих». У ньому містилися 704 одиниці житла в 12 висотних будівлях і було продовжене проєктами Прюїтт-Айгоу, Дарст-Вебб і Воун. Прюітт–Айгоу був призначений для молодих людей середнього класу білих і чорних орендарів, сегрегованих в різних будинках, Дарст-Вебб для білих орендарів з малими доходами. Державне житло Міссурі залишалося расово сегрегованим до 1956 року.

## Проєктування та будівництво

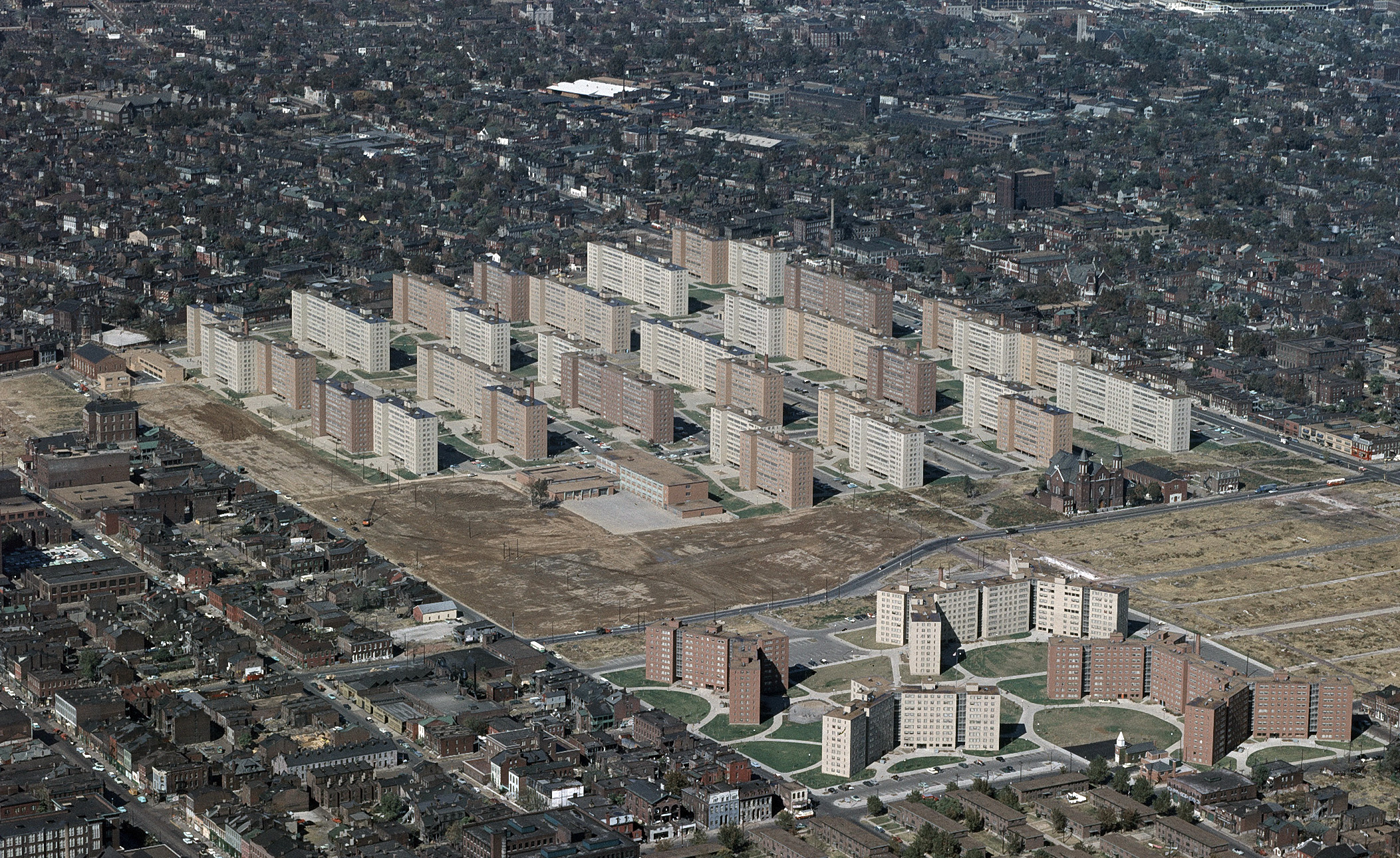
Комплекс Прюїтт-Айгоу (знесений, з 1972 по 1976 рік) складався з 33 будівель по 11 поверхів кожен, розташованих на 57 акрах в Північному районі Сент-Луїса, штат Міссурі. Чотири великі розгалужені структури на передньому плані — комплекс державного житла Воуган (теж знесений). Також на фото: школа Прюїтт (чотириповерхова будівля недалеко від центру на фото) і Церква Святого Станіслава Костки, обидві все ще стоять.

В 1950 році місто делегувало фірмі «Лайнвівер, Ямасакі і Гельмут» (англ. Leinweber, Yamasaki & Hellmuth) спроєктувати новий комплекс Прюїтт–Айгоу, названий в честь Венделла О. Прюітта, афро-американського льотчика-винищувача Другої світової війни, і Вільяма Айгоу, колишнього американського конгресмена. Спочатку місто планувалося поділити надвоє: будинки капітана Прюїтта для чорношкірих жителів, і квартири Вільяма Айгоу для білих. Місце межувало з Касс-Авеню на півночі, Північний Джефферсон-Авеню на заході, вулиці Карр на півдні, Північною 20-я вулицею на сході.
Проєкт був розроблений архітектором Мінору Ямасакі, який пізніше спроєктував Нью-Йоркський Всесвітній торговий центр. Це була перша велика самостійна робота Ямасакі, що виконувалася під наглядом і обмеженнями, які накладалися федеральною владою. Початкова пропозиція являла собою поєднання багатоповерхових, середніх і малих будівель. Це було прийнятно для влади Сент-Луїса, але перевищувало ліміт федеральної вартості, обмеження, що накладалися; агентство втрутилося і ввело єдину висоту будівель заввишки 11 поверхів. Нестачі матеріалів, викликані корейською війною та напруженість в Конгресі ще більше посилили контроль.
У 1951 році, в журналі «Архітектурний форум», стаття під назвою «Операція на нетрях в Сент-Луїсі» похвалила початкову пропозицію Ямасакі як «найкращу висотну будівлю». Середня щільність була встановлена на помірному рівні — 50 одиниць на акр (вище, ніж у центральних нетрях), тим не менш, згідно з принципами планування Ле Корбюзьє і міжнародних конгресів сучасних архітекторів, жителі були підняті до 11 поверху над землею в спробі зберегти підвал і перший поверх для громади. «Архітектурний форум» високо оцінив планування, назвавши їх «вертикальними кварталами для бідних людей». Кожен ряд будівель повинен був бути оточеним «річкою дерев», розробляючи концепцію Гарланда Бартолом'ю.
Завершений у 1955 році, Прюїтт-Айгоу складався з 33-х 11-поверхових житлових будинків на 57 акрах (23 гектарах) території, на нижчій північній стороні Сент-Луїса. Комплекс складався з 2870 квартир, один з найбільших у країні. Квартири були маленькі, з малим кухонним забезпеченням. Ліфти «скіп-стоп» зупинялися тільки на першому, четвертому, сьомому та десятому поверхах, змушуючи жителів використовувати сходи, у спробі зменшити завантаження. Однакові «якірні поверхи» були обладнані великим коридором загального користування, пральнями, комунальними кімнатами і сміттєпроводами.
Незважаючи на федеральні скорочення витрат, Прюїтт-Айгоу спочатку коштував $36 мільйонів, на 60 % вище, ніж в середньому коштувало державне житло. Консерватори пояснювали перевитрату коштів завищеною оплатою праці профспілки і впливу союзу сантехніків, що призвело до встановлення дорогої системи опалення; перевитрата на систему опалення викликала ряд довільного скорочення витрат в інших важливих частинах будівлі.
Тим не менш, Прюїтт–Айгоу спочатку розглядався як прорив у реконструкції міст. Жителі вважали, що це «оазис в пустелі» у порівнянні з украй низькою якістю житла, в якому вони проживали раніше, і вважали його безпечним. Деякі називали нові квартири, «пентхаусами для бідних».
Незважаючи на погану якість будівництва, забудовники широко рекламували Прюїтт-Айгоу, спекулюючи на національній власності проєкту.

## Занепад

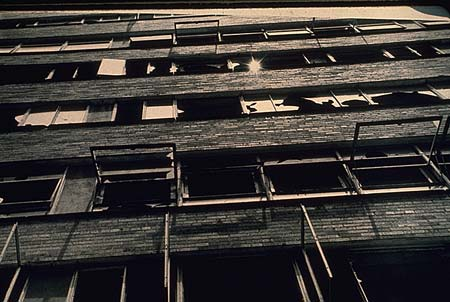
Перехожі могли заглядати прямо у будівлі Прюїтт–Айгоу через велику кількість розбитих вікон.

7 грудня 1955 року, рішенням Федерального окружного судді Джорджа Х. Мура, Сент-Луїсу і житловим агенціям Сент-Луїсу було наказано припинити практику сегрегації в державних будинках. у 1957 році, заселеність Прюїтт–Айгоу досягла 91 %, після чого почала знижуватися. Джерела розходяться в тому, як швидко відбувалася депопуляція: за даними Ramroth, кількість вакантних площ зросла до однієї третини всієї кількості на 1965 рік; за даними Ньюмана, після певного моменту заселеність ніколи не піднімалася вище 60 %.
Всі автори погоджуються, що до кінця 1960-х років, Прюїтт–Айгоу був майже занедбаним і став непридатним для життя, перетворюючись в занепадаючий, небезпечний, сповнений злочинності квартал. Його архітектор нарікав: «я ніколи не думав, що люди такі руйнівні».
Жителі відзначали відсутність ремонту майже з самого початку, включаючи регулярні ламання ліфтів( вихід ліфтів із ладу), що стало основною причиною погіршення житлових умов. Місцева влада посилалася на відсутність фінансування для оплати робочої сили, необхідної для належного утримання будівель. Крім того, вентиляція була поганою, і не існувало централізованого кондиціонування. Сходові майданчики і коридори приваблювали грабіжників. Місць для паркування та відпочинку було недостатньо; дитячі майданчики були додані тільки після того, як мешканці звернулися з проханням про їх встановлення.
У 1971 році, у Прюїтт-Айгоу проживали всього шість сотень людей у сімнадцяти будинках; решта шістнадцять будівель були забиті. Між тим, сусідній Карр Вілледж, малорозвинений район з подібним демографічним складом, як і раніше був повністю заселений, і багато в чому безпроблемний протягом будівництва, заселення і занепаду Прюітт–Айгоу.
Незважаючи на занепад громадських місць і бандитизм, Прюїтт–Айгоу містив окремі осередки відносної успішності протягом його найгірших років. Квартири, що групувалися навколо невеликих помешкань на дві родини і ремонтувалися самими орендарями, які також прибирали місця загального користування, були часто досить успішними. Коли коридори використовувались 20 родинами, а сходи сотнями, громадські місця одразу ж почали занепадати. Коли кількість жителів в публічному просторі піднялася вище певного рівня, ніхто не бажав ототожнювати себе з цими «пустищами» — місцями, де було «неможливо відрізнити мешканця від чужинця».
Жителі Прюїтт–Айгоу організували асоціацію активних орендарів, в результаті приводячи до ладу громадські місця. Одним з таких прикладів стало створення ремісничих кімнат; ці кімнати дозволяли жінкам Прюітт–Айгоу збиратися, спілкуватися, створювати прикраси, ковдри і статуї для продажу.

## Знесення

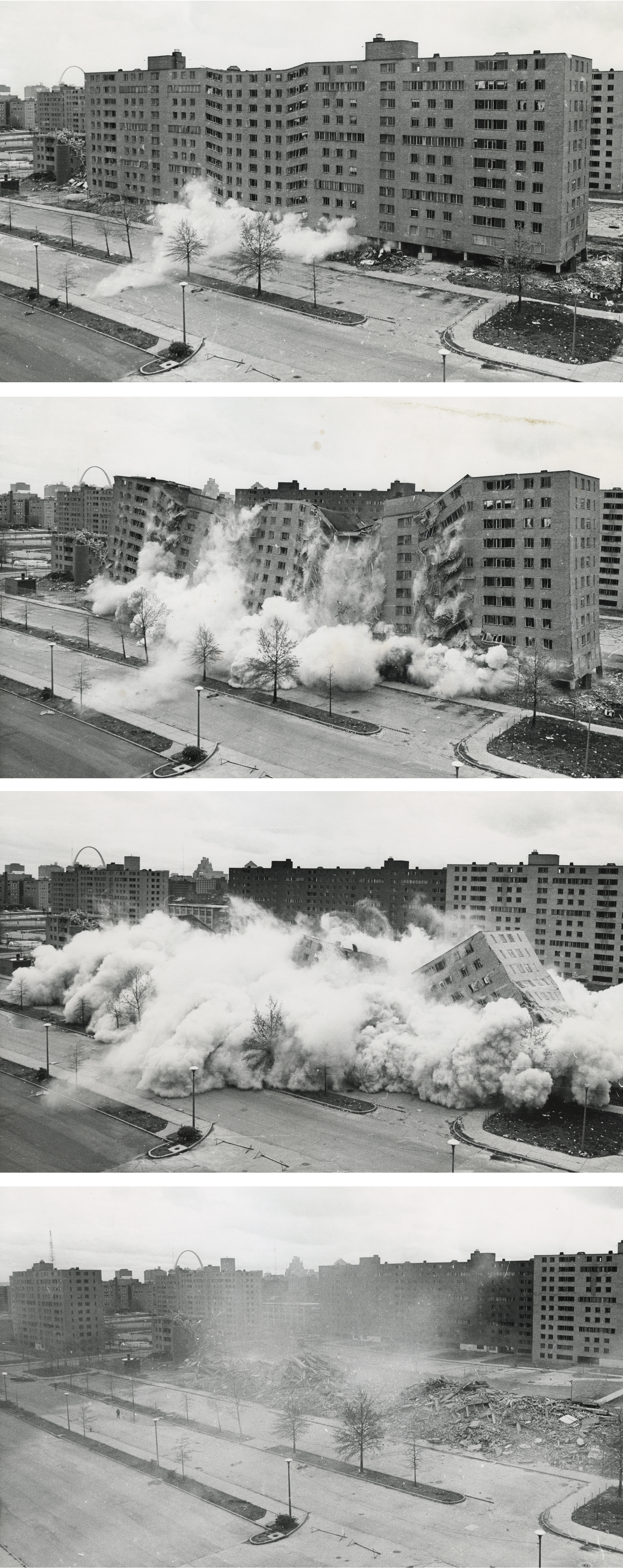
Квітень 1972 року. Друге, трансльоване знесення будівлі Прюїтт–Айгоу, яке сталося після знесення 16 березня.

У 1968 році Федеральний Департамент ЖКГ почав закликати жителів, що залишалися, покинути Прюїтт–Айгоу. У грудні 1971 року, державна і федеральна влада погодилися знести два будинки Прюїтт-Айгоу за допомогою вибухівки. Вони сподівалися, що поступове зниження чисельності населення і щільності забудови може поліпшити ситуацію; до цього часу, на Прюїтт–Айгоу було витрачено $57 млн, що не могло бути непоміченим. Влада розглядала різні сценарії і методи реабілітації Прюїтт–Айгоу, включаючи перетворення на район малоповерхових будинків шляхом обвалення висоток до четвертого поверху і проведенням «горизонтальної» реорганізації їх планування.
Після кількох місяців підготовки, перший будинок було знесено детонацією вибухівки о 15 годині 16 березня 1972 року. Другий був знесений 22 квітня 1972 року. Після декількох знесень 15 липня, перший етап знесення був завершений. По ходу того, як уряд відхиляв плани реабілітації, решта будинків Прюїтт-Айгоу були знесені протягом наступних трьох років, і ділянка була остаточно очищена в 1976 році зі знесенням останнього будинку.
Сьогодні[коли?] ділянка Прюїтт–Айгоу наполовину зайнята середньою школою Гейтвей і початковою школою Гейтвей, разом з науковими школами, а також Військовою академією Прюїтта, середньою школою з науковим спрямуванням, стилізованою під військову тематику. Всі школи знаходяться в державному шкільному окрузі Сент-Луїсу. Інша половина ділянки Прюїтт-Айгоу засаджена дубами і гікорі. Електропідстанція Прюїтт-Айгоу знаходиться в центрі цієї території. Колишні нетрі Десото-Карр навколо Прюїтт–Айгоу також були знесені і замінені на односімейні житла.

## Наслідки
Пояснення провалу Прюїтт–Айгоу складні. Його часто називають архітектурним провалом. Але в той час як часто стверджували, що проєкт отримав нагороду, цього ніколи не було. Ті ж архітектори також розробили Кокрейн Гарденс в іншому місці в Сент-Луїсі, який дійсно отримав нагороду — два проєкти могли бути переплутані з часом.
Інші критики посилаються на соціальні фактори, у тому числі економічний спад у Сент-Луїсі, втечу білих у передмістя, відсутність орендарів, яких наймали, щоб політизувати місцеву опозицію до урядових проєктів житлового будівництва, як фактори, що відіграли роль у занепаді проєкту. Опитування тих родин, які мешкали в комплексі, було опубліковане у вигляді книги в 1970 році Гарвардським соціологом Лі Рейнвотером під назвою «За стінами гетто: чорні сім'ї у Федеральних нетрях».
Суперечки навколо проєкту тривають і досі, в основному, з расової та соціально-класової точки зору. Житлові проєкти подібного архітектурного дизайну були успішними в Нью-Йорку, але різноманітна політична культура Сент-Луїсу і занепад міського осередку зумовили невдалість проєкту. Цей висновок був зроблений в дослідженні державного житла в американських містах в Гарвардському університеті, а також у розповідях власне жителів. Протягом Адміністрації Ніксона, Прюїтт–Айгоу був широко розрекламований як відмова від участі уряду в реконструкції міст; руйнування будівель було драматизоване в ЗМІ, щоб показати американській громадськості, що втручання держави в соціальні проблеми призводить лише до втрат, і щоб виправдати скорочення програми соціально-економічного «вирівнювання». Заможні мешканці Сент-Луїсу також рішуче протестували проти штучної расової інтеграції, що в результаті призвела до зниження цін на нерухомість.
Житловий проєкт Прюїтт–Айгоу був одним з перших знесень модерністської архітектури; історик архітектури постмодернізму Чарльз Дженкс назвав день знесення «днем смерті сучасної архітектури». Провал проєкту часто розглядається як пряме звинувачення прагнень пристосування до змін суспільства Міжнародної школи архітектури. Дженкс використав Прюїтт–Айгоу як приклад того, як наміри модерністів суперечать реаліям соціального розвитку, хоча інші стверджують, що розташування, щільність населення, фінансові обмеження, і навіть конкретна кількість поверхів введених федеральними органами і органами влади штату також зіграли свою роль, і тому провал проєкту не може бути повністю віднесений до архітектурних факторів.
Кадри знесення з Прюїтт–Айгоу були, зокрема, включені у фільм «Кояніскаці».

## Галерея

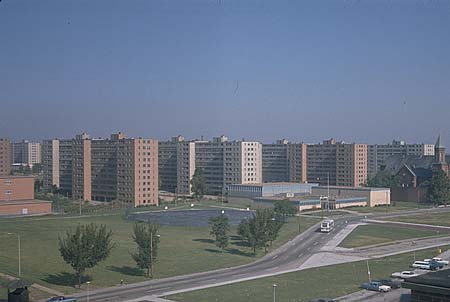
Вигляд
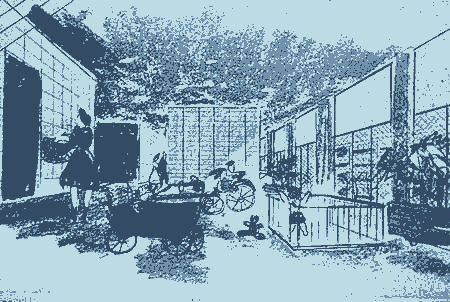
Концепція художника громадських місць
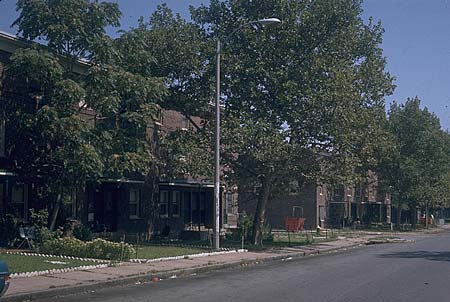
Карр-Сквер, через дорогу від Прюїтт Айгоу

## Додаткова література
- Bristol, Kate and Montgomery, Roger (1987). Pruitt–Igoe: An Annotated Bibliography. Council of Planning Librarians. ISBN 978-0866022057.
- Cornetet, James (2013). Facadomy: A Critique on Capitalism and Its Assault on Mid-Century Modern Architecture. Process Press. ISBN 978-0988810808.
- Palahniuk, Chuck (2004) «Confessions in Stone» in Stranger Than Fiction: True Stories. New York: Doubleday. ISBN 0385504489
- Wolfe, Tom (1981). From Bauhaus to Our House. Farrar, Straus & Giroux. ISBN 0-374-15892-4., chapter 4 Escape to Islip